# Atractus taphorni
Atractus taphorni — вид змій родини полозових (Colubridae). Ендемік Венесуели.

## Поширення і екологія
Atractus taphorni відомі з двох місцевостей, розташованих в горах Кордильєра-де-Мерида в штаті Мерида, на висоті 1700 і 2360 м над рівнем моря. Вони живуть у вологих гірських і хмарних тропічних лісах.

## Збереження
МСОП класифікує цей вид як такий, що перебуває під загрозою зникнення. Atractus taphorni загрожує знищення природного середовища.